# Édouard Blavier
Édouard Ernest Blavier (1826 - 14 januari 1887) was een Frans wetenschapper en ambtenaar, gespecialiseerd in de telegrafie.
Hij was een zoon van Édouard Blavier (1802-1887), een ingenieur gespecialiseerd in de mijnbouw.

## Functies
Blavier was de eerste directeur de Franse École supérieure de télégraphie en inspecteur-generaal van de Franse telegraaflijnen. Hij was ook een tijdlang voorzitter het Frans genootschap voor fysica (Société française de physique) en het Internationaal genootschap voor elektriciens. Hij leverde regelmatig bijdragen in wetenschappelijke schriften als Comptes rendus de l'Académie des sciences en Annales télégraphiques en schreef een gezaghebbend leerboek over de telegrafie en het werk Traité des grandeurs électriques et de leur mesure en unités absolues.

## Onderscheidingen
- Commandeur de la Légion d'honneur
- Officier de l'instruction publique